# Andreas Deidrich
Andreas Deidrich (Nagyszeben, 1690 k.), 17. századi erdélyi szász bölcseletdoktor, gimnáziumi igazgató.

## Élete
Azonos nevű apja Feleken volt lelkész. 1608 májusától a wittenbergi egyetemen tanult, azután három és fél évig a nagyszebeni iskolánál működött közre, és 1612-ben lektor lett. Amikor 1613-ban az iskola igazgatóját Báthory Gábor egyik hajdúja leszúrta, a városi tanács az iskola felügyeletét Peter Besodner lelkészre bízta. Deidrich azonban – addig nem látott önkéntes módon – ténylegesen ellátta a rektori feladatkört, így 1614-ben igazgatóvá választották. Az iskolai könyvtárat szakok szerint rendezte. 1619-ben azonban meggyengült egészsége miatt nyugalomba vonult. Halálának ideje ismeretlen.

## Művei
- Itinerarium Scholasticum an. 1616. a restituto autem Cibinio tertio,[1] pro exemplo inventionis poeticae, suis in Schola Patriae auditoribus conscriptum… Cibinii, 1616[2]
- Tyrocinium Philosopico-Theologicum ad utriusque studii, sed diversimode demonstrandum, pio studio descriptum… A. 1618. a restituto Cibinio, anno quinto.[1] Uo. [A ma már ismeretlen nyomtatvány feltehetőleg a szebeni iskola számára a filozófia és teológiai tanulmányok rendjét és tantervét tartalmazta.][3]